# HMAS Voyager (D04)
El HMAS Voyager fue un destructor de la clase Daring de la  Royal Australian Navy (RAN), que causó baja en una colisión en 1964.
Construido entre 1949 y 1957, el Voyager fue el primer barco de su clase en entrar en servicio en Australia, y el primer barco totalmente soldado que se construyó en Australia. Durante su carrera, el Voyager fue desplegado en la Reserva Estratégica del Lejano Oriente en seis ocasiones, pero nunca llegó a entrar en combate.

## Diseño y construcción
La Armada Real Australiana (RAN) ordenó inicialmente cuatro destructores de la clase Daring, que llevarían el nombre de los barcos de la "Flotilla de Chatarra" (Scrap Iron Flotilla en inglés) de la Segunda Guerra Mundial. Los barcos fueron modificados durante la construcción: la mayoría de los cambios se hicieron para mejorar la habitabilidad, incluida la instalación de aire acondicionado.
El Voyager fue puesto en quilla por la Cockatoo Docks & Engineering Company en Sídney, Nueva Gales del Sur, el 10 de octubre de 1949. Fue botado el 1 de mayo de 1952 por Pattie Menzies, esposa del primer ministro. El Voyager fue puesto en servicio el 12 de febrero de 1957, siendo el primer buque de la RAN comisionada como Her Majesty's Australian Ship (HMAS) Fue el primer barco totalmente soldado que se construyó en Australia. Durante la construcción, el coste de la Voyager casi se triplicó hasta alcanzar los 7 millones de libras australianas.
El Voyager estaba armada con seis cañones Mark V de 4,5 pulgadas (114 mm) en tres torretas dobles (torreta "A" y "B" antes del puente, torreta "X" en la superestructura de popa), seis cañones Bofors de 40 mm en tres montajes gemelos (uno a cada lado en la superestructura de proa, el tercero en la superestructura de popa detrás del embudo trasero), dos lanzadores de torpedos Petand de 5 tubos de 21 pulgadas (533 mm) (ubicados entre la superestructura de proa y popa),  y un mortero antisubmarino Limbo (situado cerca de la popa). El armamento de la Voyager difería de los otros dos buques de la clase Daring australianos, el Vendetta y el Vampire: estos últimos barcos estaban equipados con dos cañones Bofors individuales en la superestructura de proa y dos Bofors gemelos en la superestructura de popa.

## Historial operacional

### 1957-1959
Como el Voyager fue el primer barco de su clase en servicio australiano, se sometió a un extenso programa de pruebas en el mar después de su puesta en servicio, que duró hasta septiembre. Durante las últimas etapas de las pruebas, el Voyager fue dañada por una fuerte tormenta, y a su regreso a Sídney, la nave fue apartada del servicio para reparaciones y mantenimiento hasta principios de enero de 1958. Tras su reincorporación, el Voyager y el HMAS Warramunga fueron asignados el 13 de enero a la Reserva Estratégica del Lejano Oriente (FESR por sus siglas en inglés). El Voyager regresó el 1 de septiembre de 1958, y entró en un período de reacondicionamiento y salida dos días después, que duró hasta el 27 de enero de 1959.
Tras el reacondicionamiento, el destructor participó en un ejercicio de "Shop Window" el 20 de febrero, un ejercicio de flota de un día de duración utilizado para demostrar las capacidades de la RAN a los políticos y los medios de comunicación. El 3 de marzo, el barco fue asignado de nuevo a la FESR, y navegó hacia Singapur a través de Australia Meridional y Occidental. Mientras aún estaba frente a la costa norte de Australia Occidental, el Voyager participó en un ejercicio naval conjunto de la Organización del Tratado del Sudeste Asiático (SEATO). El 30 de abril, la rotura de tubos en la caldera "B" dañó el barco, lo que obligó a navegar no operacionalmente hasta Hong Kong para realizar allí seis semanas de reparaciones. Más de 300 secciones de tubería tuvieron que ser reemplazadas en ambas calderas, y se confirmó que la causa del daño fue la contaminación por aceite del agua de alimentación de las calderas.
Después de que se completaron las reparaciones el 15 de junio, el Voyager regresó a Australia y se sometió a un reacondicionamiento en Victoria. A finales de 1959, el Voyager fue enviado al Extremo Oriente para un despliegue de dos meses y medio.
El 20 de octubre, el Voyager y sus dos buques gemelos operaron juntos por primera vez, y fueron designados oficialmente como el 9.º Escuadrón de Destructores. Unos días más tarde, el escuadrón fue asignado para escoltar al portaaviones HMAS Melbourne durante una travesía a Nueva Zelanda, y los barcos regresaron a Sídney el 4 de diciembre; tras lo cual el Voyager entra inmediatamente en un período de mantenimiento.

### 1960-1962
Las operaciones de la Voyager en 1960 comenzaron con una visita promocional a Port Kembla (Nueva Gales del Sur) a finales de enero, antes de participar en ejercicios con buques de la RAN y la Armada Real Neozelandesa (RNZN). El 28 de marzo, el Voyager y el portaaviones Melbourne partieron hacia la FESR. En el camino, los tubos de agua de la caldera "B" volvieron a estallar, aunque los daños fueron menos graves que el año anterior. El destructor fue obligado a recoger reemplazos en Singapur antes de navegar a Hong Kong para instalarlos antes del inicio del ejercicio Sea Lion de la SEATO en mayo. El Voyager regresó a Sídney a través de las costas oeste y sur de Australia a finales de junio, e inmediatamente entró en un reacondicionamiento, que incluyó la reestructuración de su área de puente.
El reacondicionamiento concluyó el 14 de noviembre y, después de ejercicios de preparación y un breve período de vacaciones de Navidad para la compañía de buques, partió el 28 de diciembre con el HMAS Quickmatch para otro despliegue de FESR.
Al llegar a Singapur el 11 de enero de 1961, el Voyager y el Quickmatch fueron asignados como escoltas del portaaviones británico HMS Hermes. Los tres barcos estaban destinados a navegar a la Bahía de Súbic para ejercicios conjuntos con la Armada de los Estados Unidos, pero estos fueron cancelados mientras estaban en ruta. El Voyager y el Quickmatch recibieron la orden de ir a Bangkok para una visita de cortesía a finales de enero, y los dos barcos realizaron un ejercicio de demostración para los oficiales de la Real Armada Tailandesa. Después de reincorporarse a la FESR, el Voyager fue desplegado en el Océano Índico para el ejercicio SEATO Jet 61, en el que participaron 25 buques de varias armadas de la Commonwealth. Después de participar en varios otros ejercicios, la Voyager regresó a Australia, escoltando al portaaviones Melbourne hasta Townsville (Queensland), antes de navegar a la Bahía de Jervis y reunirse con nueve buques de la RAN, dos submarinos británicos y tres pequeñas embarcaciones militares para una entrada ceremonial al puerto de Sídney el 15 de junio. El 19 de junio, el buque comenzó un reacondicionamiento que duró hasta el 1 de noviembre. Al finalizar éste, el Voyager participó en un ejercicio de entrenamiento con otros buques de la RAN, RN y RNZN, y visitó Nueva Zelanda antes de regresar a Sídney el 8 de diciembre para las vacaciones de Navidad.
El Voyager abandonó el muelle el 11 de enero de 1962, antes de unirse al portaaviones Melbourne y a la fragata Queenborough para un despliegue en la FESR. Durante este despliegue, el Voyager participó en varios ejercicios SEATO, se convirtió en el primer buque de la RAN en visitar la ciudad de Tacloban en Filipinas, realizó múltiples visitas a puertos de Japón y lanzó una corona de flores en el golfo de Lingayen para recordar a los muertos por ataques kamikaze a bordo del crucero pesado HMAS Australia de la Segunda Guerra Mundial. El Voyager llegó a Sídney el 21 de junio. El destructor se sometió a reacondicionamientos hasta principios de octubre, participó en el ejercicio Seascape de la SEATO a finales de ese mes, visitó Fremantle para los Juegos de la Commonwealth de 1962 en noviembre y regresó a Sídney para su mantenimiento en diciembre.

### 1963–1964
El Voyager comenzó 1963 con ejercicios de preparación en la Bahía de Jervis, antes de partir en su sexta visita al FESR el 31 de enero, en compañía del buque gemelo HMAS Vampire.
Los buques australianos participaron en el ejercicio Sea Serpent de la SEATO a finales de abril y principios de mayo. Ambos Daring regresaron a Sídney el 3 de agosto.  A continuación, el Voyager navegó hasta el astillero naval de Williamstown en Victoria para una importante remodelación, que duró del 12 de agosto al 31 de diciembre. El destructor regresó a Sídney el 25 de enero de 1964, y luego se dirigió a la Bahía de Jervis el 7 de febrero.

## Colisión y hundimiento
El 10 de febrero de 1964, el Voyager estaba realizando pruebas frente a la Bahía de Jervis, bajo el mando del capitán Duncan Stevens, después del reacondicionamiento em Williamstown. El portaaviones HMAS Melbourne, bajo el mando del capitán John Robertson, también estaba siendo sometido a pruebas posteriores al reacondicionamiento frente a la Bahía de Jervis. Las pruebas involucraron interacciones entre ambas naves, y cuando el Melbourne realizó ejercicios de vuelo nocturno esa noche, el Voyager actuó como escolta del personal de aviación del portaaviones.
Esto requirió que el Voyager mantuviera una posición de 20° frente al puerto de Melbourne a una distancia del portaaviones de 1.400 a 1.800 m. Durante la primera parte de la noche, el Voyager no tuvo dificultades para mantener su posición durante las maniobras que ambos barcos realizaron. Después de una serie de giros destinados a invertir el rumbo de ambos barcos a partir de las 20:40 h, el Voyager terminó a estribor del Melbourne.
A las 8:52 p. m., el Voyager recibió la orden de reanudar sus labores de escolta y prevención. El procedimiento para lograr esto requería que el Voyager se alejara del Melbourne en un gran círculo, cruzara la popa del portaaviones y luego tomara posición frente al lado de babor del Melbourne. En cambio, el Voyager primero giró a estribor, lejos del Melbourne, y luego giró a babor sin previo aviso.
Inicialmente, la tripulación del puente del Melbourne asumió que el Voyager estaba realizando una serie de giros cerrados para perder velocidad antes de balancearse detrás del Melbourne, pero el Voyager no volvió a alterar el rumbo. A las 20:55 h, con el Voyager todavía girando a babor, el comandante del Melbourne ordenó que los motores del portaaviones se pusieran a la mitad de la velocidad de popa, y Robertson ordenó un aumento a popa completa unos segundos más tarde.
Al mismo tiempo, Stevens, al regresar al puente del Voyager desde la mesa de mapas cercana, dio la orden "Adelante ambas máquinas. Todo a estribor", antes de advertir al contramaestre del destructor para que anunciara que una colisión era inminente. Las medidas tomadas llegaron demasiado tarde para evitar una colisión; el Melbourne abordó al Voyager a las 20:56 h.
El Melbourne golpeó justo a popa de la estructura del puente del Voyager, haciendo escorarse al destructor a estribor antes de seccionarlo por la mitad. La caldera delantera del Voyager estalló, incendiando brevemente la proa del portaaviones antes de que fuera extinguida naturalmente por el agua de mar. La sección delantera del destructor se hundió rápidamente, debido al peso de las dos torretas de cañón de 4,5 pulgadas (110 mm). La sección de popa no comenzó a hundirse hasta media hora después de la colisión, y no se sumergió por completo hasta poco después de la medianoche. Se enviaron mensajes al Cuartel General de la Flota en Sídney inmediatamente después de la colisión, aunque el personal en Sídney inicialmente subestimó la magnitud del daño al Voyager. El Melbourne lanzó sus botes salvavidas casi inmediatamente después de la colisión para recuperar a los supervivientes, y la sala de guardia del portaaviones y el Hangar C estaban preparados para atender a los heridos. A las 21:58 h, el Melbourne fue informado de que se habían enviado botes de búsqueda y rescate del HMAS Creswell, helicópteros del HMAS Albatross (Estación Aérea Naval Nowra) y cinco dragaminas clase Ton para ayudar en la búsqueda.
De los 314 miembros del personal a bordo del Voyager en el momento de la colisión, 14 oficiales y 67 marineros murieron, incluidos Stevens y todos menos dos de la tripulación del puente. Un trabajador civil del astillero también perdió la vida. El naufragio del destructor se encuentra a 1.100 m de profundidad y a 20 millas náuticas de Point Perpendicular con un rumbo de 120°. El Voyager se partió en dos por la colisión, hundiéndose con la pérdida de 82 de los 314 miembros de la tripulación a bordo. Esta fue la mayor pérdida de personal militar australiano en tiempos de paz.

## Investigación del accidente
En 1964 se llevó a cabo una Comisión Real sobre los eventos de la colisión, y encontró que si bien el Voyager fue el principal culpable por no mantener una vigilancia efectiva y el conocimiento de la ubicación del barco más grande, la tripulación del puente de Melbourne también tuvo la culpa por no alertar al Voyager y no tomar medidas para evitar la colisión.  La Comisión Real y sus consecuencias fueron mal manejadas, y tras la presión del público, los medios de comunicación y los políticos, combinada con las revelaciones del ex oficial ejecutivo del Voyager de que Stevens podría haber sido incapaz de mandar, se abrió una segunda Comisión Real en 1967, ya durante el gobierno de Harold Holt. Esta es la única vez en toda la historia de Australia que se han celebrado dos Comisiones Reales por un solo incidente. La segunda comisión encontró que Stevens no era médicamente apto para el mando, y que algunos de los hallazgos de la primera Comisión Real se basaron en suposiciones falsas.

## Reconocimientos

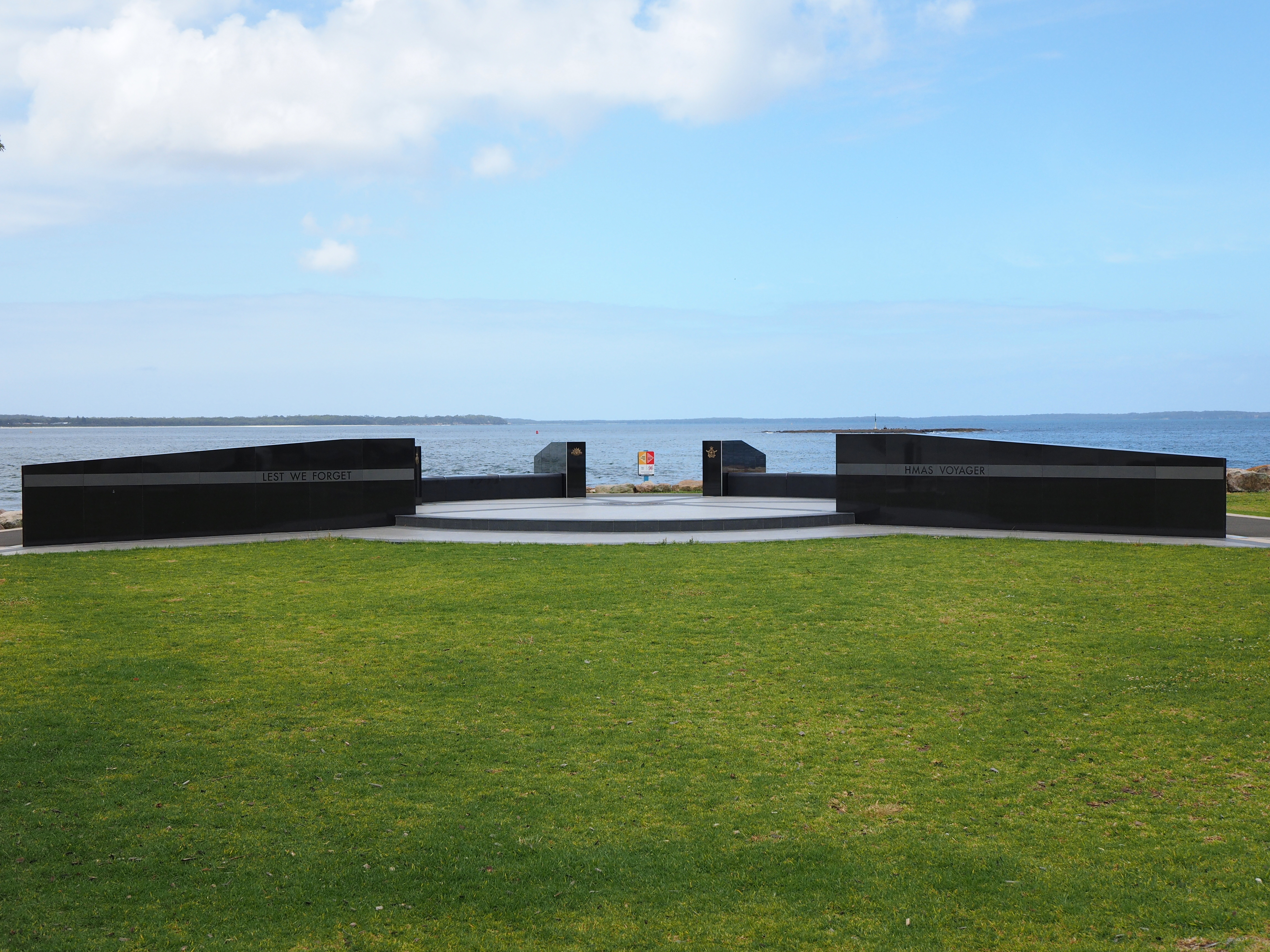
Parte del Voyager Memorial Park en Huskisson (Nueva Gales del Sur)

El contramaestre Jonathan Rogers fue condecorado póstumamente con la Cruz de Jorge (GC) por sus acciones durante el hundimiento. Reconociendo que era demasiado grande para pasar por la escotilla de escape, organizó la evacuación de los que podían escapar, y luego dirigió a la tripulación atrapada en el compartimiento en oraciones e himnos mientras morían. Las Medallas Albert póstumas por salvar vidas fueron otorgadas al guardiamarina Kerry Marien y al mecánico eléctrico William Condon por sus acciones para salvar a otros miembros del personal de la Voyager a costa de sus propias vidas. Las condecoraciones se mencionaron en la edición del 19 de marzo de 1965 de The London Gazette, junto con una Cruz de Jorge, cinco Medallas del Imperio Británico al Valor (EGM) y tres Elogios por Conducta Valiente para el personal del Voyager.
Se establecieron parques conmemorativos en Huskisson (Nueva Gales del Sur) y East Hills, Nueva Gales del Sur. Este último parque se convirtió en parte del barrio de Voyager Point (Nueva Gales del Sur), que originalmente era una finca en East Hills que alojaba a los cónyuges e hijos del personal de la RAN. También se erigieron monumentos conmemorativos en el establecimiento de entrenamiento de la RAN, el HMAS Cerberus y en el Museo Marítimo de Devonport.Una placa conmemorativa está dedicada a los oficiales y hombres de Tasmania perdidos con el HMAS Voyager en el Monumento a la Gente de Mar de Tasmania en Triabunna, en la costa este de Tasmania, aproximadamente a 80 kilómetros (50 millas) al noreste de Hobart.